# Lalage nigra
A Lalage nigra a madarak osztályának verébalakúak (Passeriformes)  rendjébe és a tüskésfarúfélék (Campephagidae) családjába tartozó faj.

## Rendszerezése
A fajt Johann Reinhold Forster német lelkész és természettudós írta le 1781-ben, a Turdus nembe Turdus niger néven.

## Előfordulása
Dél- és Délkelet-Ázsiában, Brunei, India, Indonézia, a Fülöp-szigetek, Malajzia, Szingapúr és Thaiföld területén honos. Természetes élőhelyei a szubtrópusi és trópusi síkvidéki esőerdők, mangroveerdők és cserjések, valamint termőföldek, ültetvények, vidéki kertek és városias környezet.

## Megjelenése
Testhossza 18 centiméter, testtömege 20-31 gramm.

## Természetvédelmi helyzete
Az elterjedési területe rendkívül nagy, egyedszáma ugyan csökken, de még nem éri el a kritikus szintet. A Természetvédelmi Világszövetség Vörös listáján nem fenyegetett fajként szerepel.